# Medaile 25. výročí Ministerstva vnitra
Medaile 25. výročí Ministerstva vnitra (bulharsky: Медал «25 години МВР») bylo vyznamenání Bulharské lidové republiky založené roku 1968. Udílena byla jako pamětní medaile zaměstnancům jednotek Ministerstva vnitra Bulharské lidové republiky.

## Historie a pravidla udílení
Medaile byla založena dne 30. července 1968 výnosem Národního shromáždění č. 566 při příležitosti 25. výročí založení Ministerstva vnitra Bulharské lidové republiky. Udílena byla vybraným zaměstnancům ministerstva. Dne 8. května 1969 byl status medaile upraven. Medaili pak obdrželi všichni zaměstnanci všech jednotek spadajících pod ministerstvo vnitra (hasiči, policisté, úředníci ministerstva ad.), kteří sloužili po dobu minimálně deseti let.

## Insignie
Medaile měla tvar pravidelného kruhu o průměru 33 mm a vyrobena byla ze žlutého kovu. Na přední straně byl znak Ministerstva vnitra Bulharské lidové republiky, tedy meč směřující hrotem nahoru, položený přes červeně smaltovaný srp a kladivo. Ústřední motiv byl položen na paprsky vycházejícího slunce. Okolo znaku byl zeleně smaltovaný věnec. Na vnějším okraji byl nápis v cyrilici 25 let jednotek Ministerstva vnitra a letopočty 1944 – 1969.
Zadní strana medaile byla bez smaltu. Uprostřed byl štít s nápisem MBP nad kterým se nacházel státní znak Bulharské lidové republiky. Nad štítem byl nápis v cyrilici. Spodní část okraje medaile vyplňovaly dvě vavřínové větvičky.
Stuhu medaile v barvách bulharské vlajky tvořily tři stejně široké pruhy bílé, červené a bílé barvy, které byly při obou okrajích lemovány úzkým zeleným pruhem. Stuha pokrývala kovovou destičku ve tvaru pětiúhelníku, která byla k medaili připojena jednoduchým očkem.